# Преара-Мораро-Лева Норд (Виченца)
Преара-Мораро-Лева Норд је насеље у Италији у округу Виченца, региону Венето.
Према процени из 2011. у насељу је живело 1953 становника. Насеље се налази на надморској висини од 93 м.